# Yamaha XVS 1300 Midnight Star
Yamaha XVS 1300A Midnight Star – motocykl typu cruiser produkowany przez firmę Yamaha od 2007 roku.

## Dane techniczne/Osiągi
Silnik: V2
Pojemność silnika: 1304 cm³
Moc maksymalna: 73 KM/5500 obr./min
Maksymalny moment obrotowy: 106 Nm/4000 obr./min
Prędkość maksymalna: 175 km/h
Przyspieszenie 0-100 km/h: 5,0 s